# Rock with You
Ej att förväxla med Ashantis singel med samma namn.
Rock with You är en låt av Michael Jackson, utgiven som singel den 3 november 1979. "Rock with You" är den andra singeln från Jacksons genombrottsalbum som soloartist, Off the Wall. Låten blev Jacksons första singel att nå Billboard-listans första plats.